# Lista de deputados estaduais do Rio Grande do Sul da 48.ª legislatura
Esta é uma lista de deputados estaduais do Rio Grande do Sul. São relacionados o nome civil dos parlamentares que foram eleitos em 1990.

## Composição das bancadas
| Partido | Líder                  | Bancada | Posição      |
| ------- | ---------------------- | ------- | ------------ |
| PDS     | Francisco Turra        | 13 / 55 | Oposição     |
| PDT     | Pompeo de Mattos       | 12 / 55 | Governo      |
| PMDB    | José Ivo Sartori       | 12 / 55 | Oposição     |
| PTB     | Sérgio Zambiasi        | 9 / 55  | Independente |
| PT      | Antonio Marangon       | 5 / 55  | Oposição     |
| PFL     | Luiz Carlos Festugatto | 2 / 55  | Oposição     |
| PCdoB   | Jussara Cony           | 1 / 55  | Governo      |
| PSB     | Beto Albuquerque       | 1 / 55  | Governo      |

## Deputados estaduais
| Número | Deputado                       | Partido | Votos   | Cidade onde Nasceu     | Estado            |
| ------ | ------------------------------ | ------- | ------- | ---------------------- | ----------------- |
| 14616  | Sérgio Zambiasi                | PTB     | 320.381 | Encantado              | Rio Grande do Sul |
| 15266  | João Osório                    | PMDB    | 35.234  | Camaquã                | Rio Grande do Sul |
| 12679  | Antonio Barbedo                | PDT     | 32.356  | São Leopoldo           | Rio Grande do Sul |
| 65876  | Jussara Cony                   | PCdoB   | 32.136  | Quaraí                 | Rio Grande do Sul |
| 15424  | Atalibio Antônio Foscarini     | PMDB    | 31.576  | Taquara                | Rio Grande do Sul |
| 11864  | João Augusto Nardes            | PDS     | 29.604  | Santo Ângelo           | Rio Grande do Sul |
| 12315  | Carlos Renan Kurtz             | PDT     | 28.812  | Santa Maria            | Rio Grande do Sul |
| 11461  | Guilherme Socias Villela       | PDS     | 27.642  | Uruguaiana             | Rio Grande do Sul |
| 11273  | Jarbas Lima                    | PDS     | 27.354  | Lagoa Vermelha         | Rio Grande do Sul |
| 11682  | Francisco Turra                | PDS     | 24.690  | Marau                  | Rio Grande do Sul |
| 15312  | Mendes Ribeiro Filho           | PMDB    | 22.981  | Porto Alegre           | Rio Grande do Sul |
| 12728  | Pompeo de Mattos               | PDT     | 22.952  | Santo Augusto          | Rio Grande do Sul |
| 11241  | Odilon Almeida Mesko           | PDS     | 21.493  | Canguçu                | Rio Grande do Sul |
| 11870  | Erni Petry                     | PDS     | 21.332  | Porto Alegre           | Rio Grande do Sul |
| 12576  | Carlos Araújo                  | PDT     | 21.056  | São Francisco de Paula | Rio Grande do Sul |
| 15597  | Quintiliano Vieira             | PMDB    | 20.784  | Sant'Ana do Livramento | Rio Grande do Sul |
| 25281  | Germano Bonow                  | PFL     | 20.070  | Porto Alegre           | Rio Grande do Sul |
| 15453  | Mário Limberger                | PMDB    | 18.934  | Sobradinho             | Rio Grande do Sul |
| 15643  | Cezar Schirmer                 | PMDB    | 18.571  | Santa Maria            | Rio Grande do Sul |
| 15364  | José Ivo Sartori               | PMDB    | 18.491  | Farroupilha            | Rio Grande do Sul |
| 12648  | Beto Grill                     | PDT     | 17.848  | Pelotas                | Rio Grande do Sul |
| 15446  | Gleno Scherer                  | PMDB    | 17.724  | Venâncio Aires         | Rio Grande do Sul |
| 11265  | Francisco Appio                | PDS     | 17.174  | Vacaria                | Rio Grande do Sul |
| 13612  | Antonio Marangon               | PT      | 17.074  | Rodeio Bonito          | Rio Grande do Sul |
| 11336  | José Otávio Germano            | PDS     | 17.070  | Cachoeira do Sul       | Rio Grande do Sul |
| 15489  | Francisco de Medeiros          | PMDB    | 16.786  | Caçapava do Sul        | Rio Grande do Sul |
| 12661  | João Luiz Vargas               | PDT     | 16.564  | São Sepé               | Rio Grande do Sul |
| 15353  | Achylles Braghiroli            | PMDB    | 16.389  | Sobradinho             | Rio Grande do Sul |
| 12902  | Tapir Rocha                    | PDT     | 16.383  | Porto Alegre           | Rio Grande do Sul |
| 15122  | Waldir Artur Schmidt           | PMDB    | 16.221  | São Leopoldo           | Rio Grande do Sul |
| 11175  | Otomar Vivian                  | PDS     | 16.031  | Caçapava do Sul        | Rio Grande do Sul |
| 11406  | Mauro Azeredo                  | PDS     | 15.734  | Soledade               | Rio Grande do Sul |
| 11823  | José Westphalen Correa         | PDS     | 15.729  | Lapa                   | Paraná            |
| 11821  | Marco Peixoto                  | PDS     | 15.265  | Santiago               | Rio Grande do Sul |
| 13124  | Marcos Rolim                   | PT      | 15.243  | Porto Alegre           | Rio Grande do Sul |
| 11419  | Wilson Mânica                  | PDS     | 14.923  | Ijuí                   | Rio Grande do Sul |
| 15736  | Antônio Dexheimer              | PMDB    | 14.864  | Erechim                | Rio Grande do Sul |
| 25306  | Luiz Carlos Festugatto         | PFL     | 14.840  | Soledade               | Rio Grande do Sul |
| 12570  | Athos Rodrigues                | PDT     | 14.671  | Capão da Canoa         | Rio Grande do Sul |
| 12218  | Sérgio Jockyman                | PDT     | 14.575  | Palmeira das Missões   | Rio Grande do Sul |
| 12383  | José Glei Sant’anna Jardim     | PDT     | 13.532  | Rosário do Sul         | Rio Grande do Sul |
| 14176  | Valdir Fraga                   | PTB     | 13.332  | Porto Alegre           | Rio Grande do Sul |
| 12232  | Júlio Cezar Mandagaran Caspani | PDT     | 13.280  | Caxias do Sul          | Rio Grande do Sul |
| 12565  | Regina Rossignolo              | PDT     | 13.136  | Pelotas                | Rio Grande do Sul |
| 14282  | Iradir Pietroski               | PTB     | 12.045  | Itatiba do Sul         | Rio Grande do Sul |
| 40912  | Beto Albuquerque               | PSB     | 11.806  | Passo Fundo            | Rio Grande do Sul |
| 13319  | Ivar Pavan                     | PT      | 11.668  | Aratiba                | Rio Grande do Sul |
| 13734  | Luiz Carlos Casagrande         | PT      | 10.479  | São Sebastião do Caí   | Rio Grande do Sul |
| 14767  | Ledevino Piccinini             | PTB     | 9.722   | Roca Sales             | Rio Grande do Sul |
| 13792  | Flávio Koutzii                 | PT      | 9.564   | Porto Alegre           | Rio Grande do Sul |
| 14742  | Sérgio Moraes                  | PTB     | 8.803   | Santa Cruz do Sul      | Rio Grande do Sul |
| 14165  | Marcelo Mincarone              | PTB     | 7.321   | Bento Gonçalves        | Rio Grande do Sul |
| 14999  | Edemar Vargas                  | PTB     | 7.301   | Tupanciretã            | Rio Grande do Sul |
| 14569  | Luís Carlos Repiso Riela       | PTB     | 7.112   | Uruguaiana             | Rio Grande do Sul |
| 14633  | Manoel Maria dos Santos        | PTB     | 6.728   | Três Barras            | Santa Catarina    |